# Steal This Movie
Steal This Movie és una pel·lícula estatunidenca biogràfica d'Abbie Hoffman, una figura radical de la dècada dels 60. Va ser dirigida per Robert Greenwald i el guió va ser escrit per Bruce Graham. Està basada en una sèrie de llibres, incloent "Per a Amèrica amb Amor", "Cartes des del Metro" d'Anita i Abbie Hoffman i "Abbie Hoffman: El rebel americà" de Marty Jezer. El títol d'aquesta pel·lícula fa referència al llibre de Hoffman Roba aquest llibre. Ha estat doblada al català.

## Argument
La pel·lícula descriu la relació d'Abbie Hoffman (Vincent D'Onofrio) amb la seva segona dona, Anita (Janeane Garofalo), i el 'despertar' de tots dos i la seva posterior conversió cap a una vida d'activistes. El títol del film és un joc de paraules amb la guia de contracultura de Hoffman de 1970 titulada Roba aquest llibre.
Algunes de les crítiques de la cinta se centren en que és massa hagiogràfica d'Abbie Hoffman i no li dona la importància suficient a altres activistes de l'època com Paul Krassner, que va cofundar els Yippies amb Hoffman i la seva dona. Altres crítics van reprovar el muntatge de la pel·lícula, que es recolza constantment en la utilització del metratge documental per fer avançar la trama, amb veu en off i subtítols. No obstant això, pràcticament tots els crítics van coincidir que la sòlida interpretació de Vincent D'Onofrio com a Hoffman superava els defectes, d'altra banda menors, i el baix pressupost de la pel·lícula.

## Repartiment
- Vincent D'Onofrio: Abbie Hoffman
- Janeane Garofalo: Anita Hoffman
- Jeanne Tripplehorn: Johanna Lawrenson
- Kevin Pollak: Gerry Lefcourt
- Donal Logue: Stew Albert
- Kevin Corrigan: Jerry Rubin
- Alan Van Sprang: David Glenn
- Troy Garity: Tom Hayden (pare de Troy Garity)
- Michael Cera: america Hoffman (7 anys)
- Ingrid Veninger: Judy Albert
- Stephen Marshall: Louis Wertzel
- Joyce Gordon: Florence Hoffman
- Bernard Kay: John Hoffman
- Jean Daigle: Xèrif
- Johnie Chase: Josh

## Rebuda
A Rotten Tomatoes, la pel·lícula té un índex d'aprovació del 51% basat en 43 ressenyes, i un índex mitjà de 4.7/10. El consens crític del lloc afirma, "l'actuació de D'Onofrio' no fa justícia a Hoffman, i la caracterització dels anys 60." A Metacritic, la pel·lícula té una puntuació mitjana de 36 sobre 100, basada en 26 crítiques, indicant "generalment ressenyes desfavorables revisions".